# Кызылжулдыз (Тарбагатайский район)
Кызылжулдыз (каз. Қызылжұлдыз) — село в Тарбагатайском районе Восточно-Казахстанской области Казахстана. Входит в состав Кумгольского сельского округа. Код КАТО — 635853400.

## Население
В 1999 году население села составляло 315 человек (147 мужчин и 168 женщин). По данным переписи 2009 года, в селе проживало 195 человек (108 мужчин и 87 женщин).